# 中华人民共和国外国人出入境证
中华人民共和国外国人出入境证（Alien's Exit-Entry Permit, The People's Republic of China）是中华人民共和国政府应请求颁发给境内外国人的一种出入境证件。

## 简介

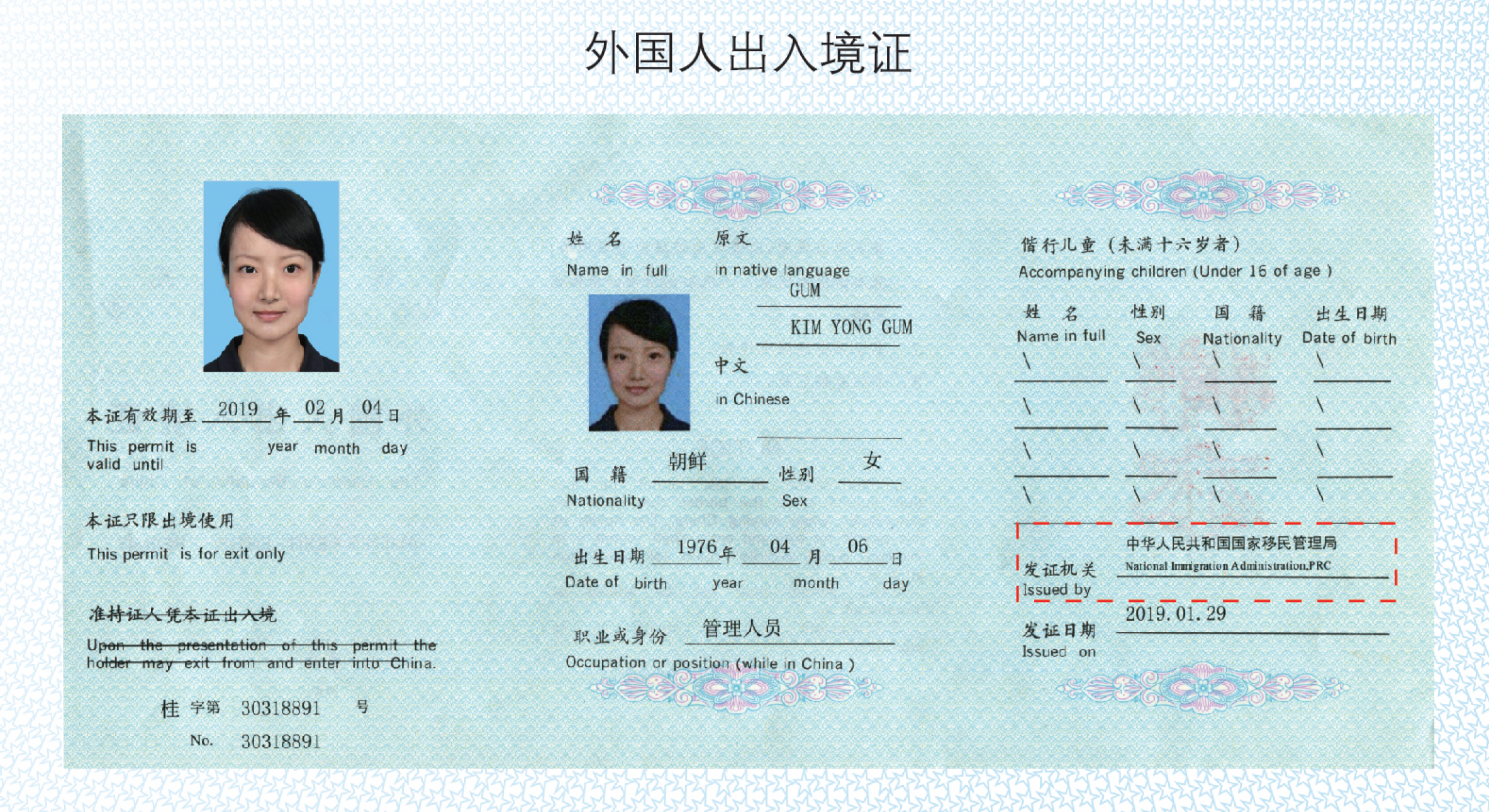
中华人民共和国外国人出入境证

《中华人民共和国外国人入境出境管理法实施细则》（1994年7月13日国务院函〔1994〕71号批准修订）第五十五条规定：“外国人所持中国的签证、证件如有遗失或损坏，应当立即向当地公安局出入境管理部门报告，申请补领或换发。遗失外国人居留证的，须在当地政府报纸上声明作废。”
在申请《中华人民共和国外国人出入境证》时，申请人除提交护照及复印件、申请表、照片之外，“在中国定居的外国侨民或安置在中国的难民，须提供前往国的入境证明，外国侨民还须出具外国人居留证；已退出中国国籍去国外定居的，须提供退籍证明书及前往国允许入境的证明；丢失护照的，须提供证明其外国人身份的证件、证明；其他特殊原因申请的，须提供相应的证明材料。”